# Eckart Werthebach

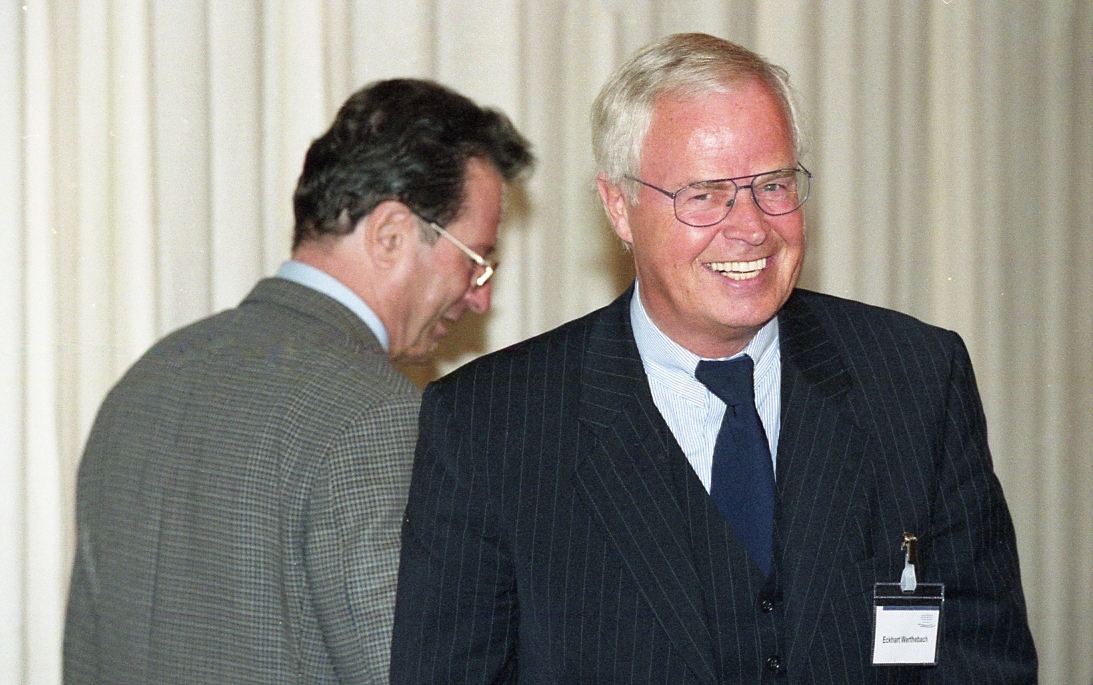
Werthebach (r.) im Jahr 2002

Eckart Werthebach (* 17. Februar 1940 in Essen) ist ein deutscher Verwaltungsbeamter und Politiker (CDU). Er war von 1991 bis 1995 Präsident des Bundesamts für Verfassungsschutz, von 1995 bis 1998 beamteter Staatssekretär im Bundesministerium des Innern und von 1998 bis 2001 Berliner Senator für Inneres.

## Leben und Karriere
Nach dem Studium der Rechtswissenschaft (Staatsexamina 1966 und 1971) und der Promotion an der Universität Würzburg (1969) war Werthebach von 1971 bis 1991 beim Bundesministerium des Innern in verschiedenen Positionen beschäftigt. Ab 1976 war er als persönlicher Referent des Staatssekretärs Siegfried Fröhlich tätig, anschließend in der Fachaufsicht über das Bundeskriminalamt, ab 1981 über das Bundesamt für Verfassungsschutz. Im Deutschen Herbst 1977 gehörte Werthebach den Krisenstäben nach der Ermordung des Generalbundesanwalt Buback, des Dresdner-Bank-Chefs Ponto und des Arbeitgeberpräsidenten Schleyer an.
Am 1. März 1991 wurde Werthebach zum Präsidenten des Bundesamts für Verfassungsschutz ernannt. In dieser Position gab Werthebach Ende 1991 Informationen seines Dienstes über den Datenschützer Thilo Weichert an die brandenburgische FDP-Landtagsabgeordnete Rosemarie Fuchs weiter, die die Kandidatur Weicherts um das Amt des Landesdatenschutzbeauftragten verhindern wollte. Nach Auffassung der Bundestagsfraktion Bündnis 90/Die Grünen wurde Weicherts Wahl zum Datenschutzbeauftragten dadurch vereitelt. Durch die Unterlagen sei er in die linksextremistische Ecke gestellt worden. Gegen Werthebach wurde daraufhin wegen des Verdachts des Geheimnisverrats ermittelt. Das Ermittlungsverfahren wurde im Oktober 1994 eingestellt, im Jahr darauf (als Werthebach bereits designierter Innenstaatssekretär war) nach Vorlage neuer Beweismittel wieder aufgenommen, dann aber endgültig eingestellt.
Am 1. Juni 1995 wurde Werthebach in das Amt eines Staatssekretärs im Bundesministerium des Innern berufen und amtierte bis 1998. Bundesinnenminister war damals Manfred Kanther (CDU). Nach der Bundestagswahl 1998 stellte die Union erstmals seit Oktober 1982 nicht mehr den Bundeskanzler. Werthebach wechselte aus der Bundespolitik in die Landespolitik. Er war von November 1998 bis 2001 Senator für Inneres in Berlin im vierten Kabinett des Regierenden Bürgermeisters Eberhard Diepgen (CDU).  
Im Rahmen des Koalitionsbruchs im Juni 2001 wurde Eberhard Diepgen auf Antrag von SPD und Bündnis 90/Die Grünen mit den Stimmen der PDS im Abgeordnetenhaus das Misstrauen ausgesprochen. Anschließend entzog das Abgeordnetenhaus den vier CDU-Senatoren Stölzl, Branoner, Kurth und Werthebach das Vertrauen; die CDU schied aus der Regierung. Werthebach beendete seine politische Laufbahn.
2000 erhielt Werthebach den Datenschutz-Negativpreis BigBrotherAward in der Kategorie Politik

„für die geplante Erweiterung und Erneuerung der Telefonüberwachungsanlage in der Bundeshauptstadt verliehen. Damit soll in Berlin die Telekommunikation in zunehmendem Maße ohne jede Erfolgskontrolle abgehört werden.“

In der Berliner Morgenpost vom 31. Dezember 2000 forderte Werthebach, die deutsche Sprache brauche „gesetzlichen Schutz“. Er stieß damit eine kurze erhitzte Debatte an.
2010 war er Vorsitzender der von Bundesinnenminister Thomas de Maizière eingerichteten Werthebach-Kommission zur Evaluierung der Sicherheitsbehörden. Dabei sollte insbesondere das Bundeskriminalamt als eigenständige Behörde aufgelöst und als Kriminalpolizei-Abteilung unter das Dach einer neu strukturierten Bundespolizei gestellt werden. Das Projekt wurde auf Bundesebene und auf Länderebene abgelehnt und nicht weiter verfolgt.

## Veröffentlichungen
- Das Einwirken des Verfassungsrechts auf das Arbeitsverhältnisrecht, Würzburg 1969 (= Dissertation)